# Зал славы английского футбола
Зал славы английского футбола (англ. The Hall of Fame) — зал славы, посвящённый выдающимся футболистам и тренерам английского футбола. Он располагается в Национальном музее футбола в Манчестере (Англия). Церемония включения новых членов в Зал славы, которую сравнивают с церемонией вручения премий «Оскар», проходит ежегодно в октябре.
Члены Зала славы английского футбола избираются группой экспертов, включающей в себя таких известных в футболе личностей как сэр Тревор Брукинг, сэр Алекс Фергюсон, Марк Лоуренсон, Гари Линекер.
Членом Зала славы может стать футболист или футбольный тренер, достигший 30 лет и игравший в Англии не менее 5 лет. Единственным исключением из этого правила стал Дункан Эдвардс, погибший в возрасте 21 года вследствие Мюнхенской авиакатастрофы 1958 года (но выступавший за «Манчестер Юнайтед» в течение 5 лет).
Зал славы английского футбола открыт для всех посетителей Национального музея футбола.
В 2005 году вышла в свет книга Робсона Букса «Зал славы, величайшие герои футбола: Зал славы национального футбольного музея».

## Первая церемония: 2002 год

### Футболисты
- Гордон Бэнкс
- Джордж Бест
- Пол Гаскойн
- Джимми Гривз
- Кенни Далглиш
- Дикси Дин
- Питер Дохерти
- Эрик Кантона
- Кевин Киган
- Денис Лоу
- Нэт Лофтхаус
- Дейв Макай
- Бобби Мур
- сэр Стэнли Мэттьюз
- Билли Райт
- Брайан Робсон
- сэр Том Финни
- Джонни Хейнс
- Джон Чарльз
- сэр Бобби Чарльтон
- Питер Шилтон
- Дункан Эдвардс

### Футболисты-женщины
- Лили Парр

### Тренеры
- сэр Мэтт Басби
- Брайан Клаф
- сэр Алекс Фергюсон
- Боб Пейсли
- сэр Альф Рамсей
- Билл Шенкли

## 2003 год

### Футболисты
- Алан Болл
- Дэнни Бланчфлауэр
- Пат Дженнингс
- Томми Лоутон
- Гари Линекер
- Стэн Мортенсен
- Петер Шмейхель
- Артур Уортон

### Футболисты-женщины
- Хоуп Пауэлл

### Тренеры
- Герберт Чепмен
- Стэн Каллис
- Билл Николсон
- сэр Бобби Робсон

## 2004 год

### Футболисты
- Тони Адамс
- Вив Андерсон
- Билли Бремнер
- Рой Кин
- Уилф Мэннион
- сэр Джефф Херст
- Алан Ширер

### Футболисты-женщины
- Сью Лопес

### Тренеры
- Дарио Гради
- Дон Реви

### Специальная категория: Посол футбола
- Зепп Блаттер

## 2005 год

### Футболисты
- Джон Барнс
- Колин Белл
- Джек Чарльтон
- Райан Гиггз
- Алекс Джеймс
- Берт Траутманн
- Иан Райт

### Футболисты-женщины
- Дебби Бэмптон

### Тренеры
- Говард Кендалл
- сэр Уолтер Уинтерботтом

## 2006 год

### Футболисты
- Лиам Брейди
- Алан Хансен
- Роджер Хант
- Джеки Милберн
- Мартин Питерс
- Иан Раш
- Джанфранко Дзола

### Футболисты-женщины
- Джиллиан Култард

### Тренеры
- Рон Гринвуд
- Арсен Венгер

## 2007 год

### Футболисты
- Питер Бирдсли
- Деннис Бергкамп
- Гленн Ходдл
- Марк Хьюз
- Билли Мередит
- Грэм Сунесс
- Нобби Стайлз

### Награда футболисту за общественную деятельность
- Нилл Куинн

### Футболисты-женщины
- Карен Уокер
- Джоан Уолли

### Тренеры
- Терри Венейблс

### Специальная категория — 150-я годовщина старейшего клуба мира
- ФК «Шеффилд»

## 2008 год
Праздничная церемония включения в состав Зала славы Национального футбольного музея 2008 года состоялась в четверг, 18 сентября в Миллениум Мэйфейр Отеле в Лондоне. Это первая церемония, которая прошла в столице.

### Футболисты
- Джимми Армфилд
- Дэвид Бекхэм
- Стив Блумер
- Тьерри Анри
- Эмлин Хьюз
- Пол Скоулз
- Рэй Уилсон

### Футболисты-женщины
- Паулин Коуп

### Тренеры
- Берти Ми

## 2008 год. Специальные награды. Европейский зал футбольной славы
В связи с постоянно растущим интересом и повышением важности Зала славы английского футбола, Национальный футбольный музей был приглашён на дополнительную праздничную церемонию в Ливерпуль. Церемония состоялась в среду, 8 октября 2008 года, на «Эхо Арене Ливерпуля» в рамках празднования европейской культурной столицы. Экспертная группа Зала славы английского футбола специально к этому случаю выбрала 5 лучших футболистов и 5 лучших тренеров Британии всех времён, основываясь на их игровых достижениях в европейских футбольных турнирах. Итоговый список футболистов и тренеров представлен ниже.

### Футболисты
- Джордж Бест
- Джон Чарльз
- сэр Бобби Чарльтон
- Кенни Далглиш
- Кевин Киган

### Тренеры
- сэр Мэтт Басби
- Брайан Клаф
- сэр Алекс Фергюсон
- Боб Пейсли
- сэр Бобби Робсон

### Команды
- Манчестер Юнайтед — 1968
- Ливерпуль — 1978

### Великий европейский футболист всех времён
- Мишель Платини

## 2009 год

### Футболисты
- Освальдо Ардилес
- Клифф Бастин
- сэр Тревор Брукинг
- Джордж Коэн
- Фрэнк Маклинток
- Фрэнк Свифт
- Лен Шеклтон
- Тедди Шерингем

### Футболисты-женщины
- Мариэнн Спейси

### Тренеры
- Джо Мерсер
- Малкольм Эллисон

### Команды
- Астон Вилла — 1890-е
- Астон Вилла — 1982
- Манчестер Сити — 1968—1970
- Манчестер Юнайтед — команда «малышей Басби»

## 2010 год

### Футболисты
- Чарли Бакен
- Иан Каллаган
- Рэй Клеменс
- Джонни Джайлз
- Фрэнсис Ли
- сэр Альф Рамсей
- Клем Стивенсон

### Футболисты-женщины
- Бренда Семпар

### Награда футболисту за общественную деятельность
- Грэм Тейлор

### Награда Футбольной ассоциации «Футбол для всех»
- Джордж Фергюсон — ветеран команды слепых игроков «Эвертона» и секретарь Футбольной лиги для людей с нарушениями зрения

### Тренеры
- Гарри Каттерик

### Команды
- Сборная Англии — 1966

### Специальная награда за достижения
- Джимми Хилл

## 2011—2012
Из-за переезда музея в Манчестер, в 2011 и 2012 годах церемония включения в Зал славы новых членов не проводилась. Однако в январе 2011 года прошла церемония включения в Зал славы Тьерри Анри, который не смог присутствовать на первоначальной церемонии в 2008 году. В октябре в состав команд Зала славы была включена «Астон Вилла» образца 1982 года.

## 2013 год

### Футболисты
- Рейч Картер
- Эдди Грей
- Клифф Джонс
- Мэтт Ле Тиссье
- Майк Саммерби
- Рэй Уилкинс

Петер Шмейхель также получил свою награду, пропустив церемонию награждения в 2003 году.

### Футболисты-женщины
- Шейла Паркер  — первый капитан в истории женской сборной Англии по футболу

### Награда «футбол для всех»
- Дэвид Кларк

### Футбольный судья
- Джек Тейлор

### Специальная награда
- Уильям Макгрегор — основатель Футбольной лиги был награждён в честь 125-летия с момента основания данной организации

## 2014 год

### Футболисты
- Тревор Фрэнсис
- Хью Галлахер
- Джимми Макилрой
- Майкл Оуэн
- Патрик Виейра

Алан Ширер также получил свою награду, пропустив церемонию награждения в 2004 году.

### Футболисты-женщины
- Сильвия Гор

### Награда «футбол для всех»
- Мэттью Димбилоу

### Команды
- Престон Норт Энд — «неуязвимые» в сезоне 1888/89

### Специальная награда
- Футбольный батальон[англ.] — 17-й обслуживающий батальон полка графства Мидлсекс, группа профессиональных футболистов, принимавших участие в Битве на Сомме

## 2015 год

### Футболисты
- Айвор Оллчерч
- Боб Кромптон
- Норман Хантер
- Пол Макграт
- Алан Маллери
- Гари Невилл
- Стюарт Пирс

Райан Гиггз также получил свою награду, пропустив церемонию награждения в 2005 году.

### Футболисты-женщины
- Файе Уайт

### Награда «футбол для всех»
- Гари Дэвис — капитан сборной Англии с ДЦП

### Специальная награда — футбольный посол англо-китайского футбола
- Сунь Цзихай — бывший защитник «Манчестер Сити», ставший первым китайским футболистом в английском футболе. Его неожиданное включение в Зал славы английского футбола было анонсировано накануне визита Председателя КНР Си Цзиньпина в Великобританию. Решение об этой награде было неоднозначно воспринято внутри Великобритании.

## 2016 год

### Футболисты
- Рио Фердинанд
- Денис Ирвин
- Марк Лоуренсон
- Билли Лидделл
- Джон Робертсон
- Дэвид Симен
- Невилл Саутолл
- Гордон Стракан

### Футболисты-женщины
- Рейчел Браун
- Рейчел Юнитт

### Награда «футбол для всех»
- Мартин Синклер — игрок паралимпийской сборной Великобритании по футболу с ДЦП

### Команды
- Ноттингем Форест — победители Кубка европейских чемпионов в 1979 и 1980

### Специальная награда
- Ноттс Каунти — награда старейшему профессиональному футбольному клубу в мире

## 2017 год

### Футболисты
- Билли Бондс
- Стивен Джеррард
- Фрэнк Лэмпард
- Чарли Робертс
- Гэри Спид
- Боб Уилсон

### Футболисты-женщины
- Келли Смит
- Рейчел Янки

### Награда «футбол для всех»
- Алистэр Патрик-Хейзелтон — игрок паралимпийской сборной Великобритании по футболу с ДЦП

## 2019 год

### Футболисты
- Сирилл Реджис

### Футболисты-женщины
- Алекс Скотт

## 2020 год

### Футболисты
- Джастин Фашану

## 2021 год

### Футболисты
- Терри Бутчер
- Пол Инс
- Уолтер Талл[англ.]

### Футболистки
- Карен Карни[англ.]
- Кэрол Томас[англ.]

## 2022 год

### Футболистки
- Керри Дейвис[англ.]

## 2023 год

### Футболисты
- Джек Лесли[англ.]
- Венсан Компани

### Футболистки
- Джилл Скотт

## 2024 год

### Футболисты
- Брендон Бэтсон[англ.]
- Фрэнк Су[англ.]

### Футболистки
- Стеф Хотон
- Мэри Филлип[англ.]